# Irish Blood, English Heart
Irish Blood, English Heart è un brano del cantante inglese Morrissey.
Primo singolo tratto dall'album You Are the Quarry, il disco venne pubblicato il 10 maggio del 2004 dalla Sanctuary/Attack Records e raggiunse la posizione numero 3 della Official Singles Chart, la più alta mai raggiunta dal cantante, con o senza gli Smiths.
Negli Stati Uniti, l'uscita del singolo, venne anticipata al 4 maggio e il disco raggiunse la posizione numero 4 della classifica Billboard 100.
Il brano ricevette anche due nomination ai Q Awards del 2004, come miglior singolo e come miglior produzione (a Jerry Finn).

## Realizzazione
Primo singolo di Morrissey dopo sette anni di silenzio artistico dovuto, tra le altre cose, anche alla mancanza di una casa discografica disposta ad accordarsi con il cantante per pubblicare i suoi lavori. Registrato a Los Angeles e prodotto da Jerry Finn, il brano venne scritto in collaborazione con Alain Whyte il quale, in realtà, utilizzò la stessa melodia di Not Bitter But Bored, canzone composta, sempre dal chitarrista per una sua precedente band chiamata Johnny Panic and the Bible of Dreams. Altre due canzoni scritte da Whyte per quella band sono state poi successivamente riprese e rielaborate da Morrissey: Paranoia diventata Don't Make Fun Of Daddy's Voice e Stay With Me trasformata in First of the Gang to Die.
La copertina ritrae una foto di Morrissey, realizzata da Greg Gorman. Il videoclip promozionale, diretto da Roman Coppola, figlio del regista Francis Ford, mostra Morrissey e la band che interpretano il brano in una stanza piena di gente.
Una versione modificata del brano divenne una delle canzoni della colonna sonora del videogioco FIFA 2005 e come contenuto scaricabile per le versioni console della serie Rock Band.

## Testo
Il testo è un viaggio introspettivo alla ricerca delle origini del cantante: sangue irlandese, data l'origine dublinese dei genitori, e cuore inglese vista la gran parte della sua vita passata proprio a Manchester. Il testo è comunque una delle canzoni più politiche di Morrissey, ed esplora i temi legati alle sue convinzioni, al suo senso di libertà e all'essere inglesi nel mondo, non mancando di colpire alcuni bersagli a lui cari: il Partito Laburista, i Tory, la Famiglia Reale e Oliver Cromwell, politico inglese che nel diciassettesimo secolo giocò un ruolo chiave nel destituire il re Carlo I d'Inghilterra, favorendo così il potere assoluto della monarchia.

## Tracce
- UK 7"

1. Irish Blood, English Heart - 2:41
2. It's Hard to Walk Tall When You're Small - 3:31

- UK 12"

1. Irish Blood, English Heart - 2:41
2. It's Hard to Walk Tall When You're Small - 3:31
3. Munich Air Disaster 1958 - 2:30
4. The Never Played Symphonies - 3:01

- UK CDs

1. Irish Blood, English Heart - 2:41
2. Munich Air Disaster 1958 - 2:30
3. The Never Played Symphonies - 3:05

## Formazione
- Morrissey – voce
- Alain Whyte - chitarra
- Boz Boorer - chitarra
- Gary Day - basso
- Dean Butterworth - batteria
- Roger Manning - tastiere